# چیشا وولا
چیشا وولا (به لهستانی:  Cisia Wola) یک روستا در لهستان است که در گمینا کشانژ ویلکی واقع شده‌است. چیشا وولا ۲۰۰ نفر جمعیت دارد.